# Сейбл-Айленд (національний парк)

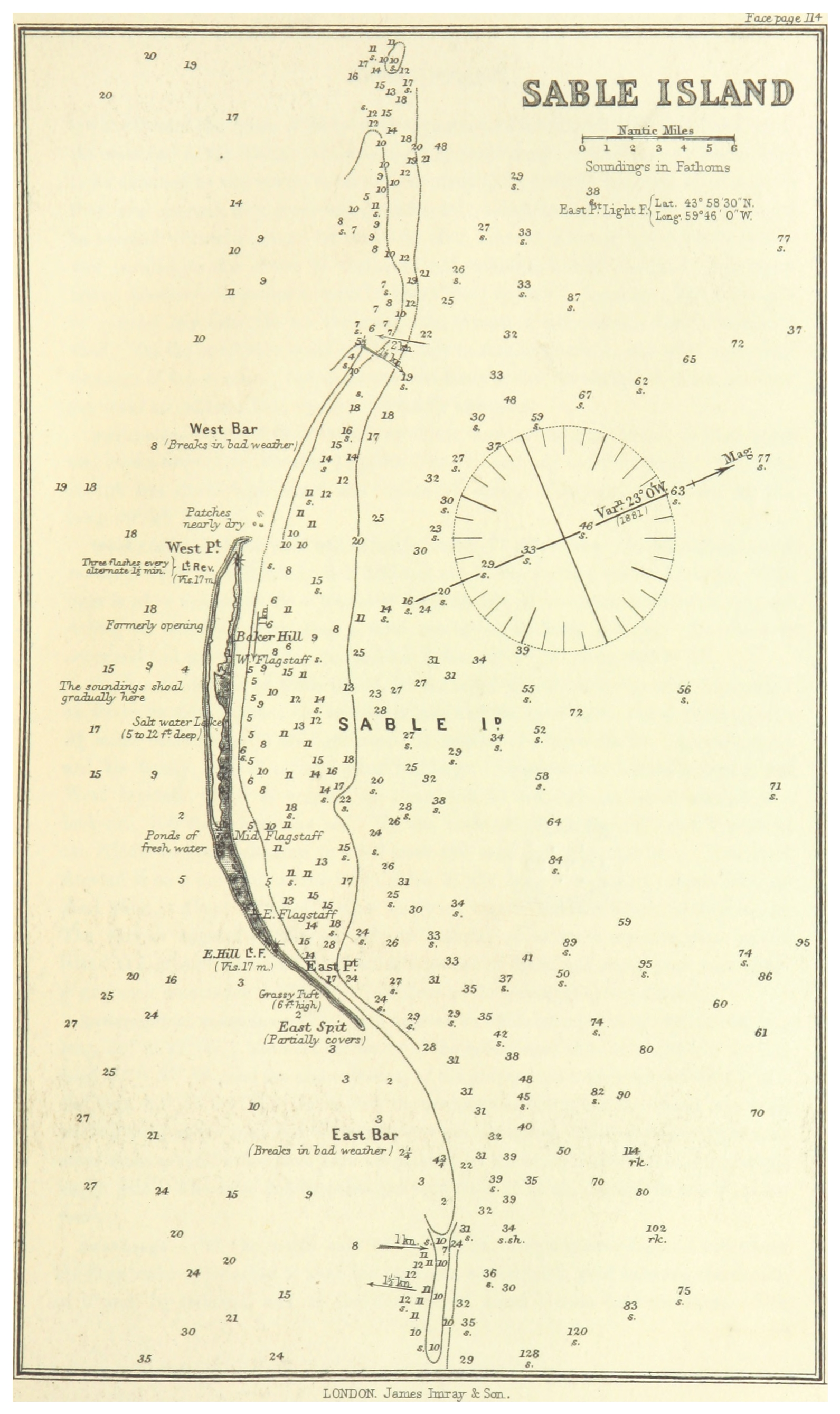
Лоцманська морська карта Атлантичного моря, 1884

Сейбл-Айленд (фр. île de Sable, буквально «острів піску») — невеликий канадський острів, розташований 300 км (190 миля) на південний схід від Галіфакса, Нова Шотландія, і близько 175 км (109 миля) на південний схід від найближчої точки материка Нова Шотландія в північній частині Атлантичного океану. На острові цілий рік працює троє співробітників федерального уряду, які підвищуються в літні місяці, коли зростають дослідницькі проєкти та туризм. Острів, відомий своєю роллю в ранній історії Канади та конем Сейбл-Айленду, охороняється та управляється Канадськими парками, які повинні надати дозвіл перед будь-яким відвідуванням. Сейбл-Айленд є частиною округу 7 регіонального муніципалітету Галіфакс у Новій Шотландії. Острів також є охоронюваним національним парком і важливою орнітологічною територією.

## Історія

### Рання історія
Експедиція португальського дослідника Жоао Алваріша Фагундіша досліджувала цей регіон у 1520—1521 роках, і вони були одними з перших європейців, які зустріли острів. Ймовірно, він назвав острів «Фагунда» на свою честь. Острів під назвою Фагунда з'являється на пізніших португальських картах, розміщених на південний схід від Кейп-Бретона, досить близько до його теперішнього розташування; проте ототожнення Сейбл-Айленду з Фагундою не є певним. З іншого боку, португальські джерела 16-го століття описують рибальську колонію, засновану мореплавцем на острові Кейп-Бретон, далі на північ. Також можливо, що Фагундіш побачив острів, коли прямував на південний захід, досягаючи затоки Фанді, як припускала карта Діого Омема та пізніше Самюеля де Шамплена 1558 року, але це незрозуміло. Острів спорадично заселяли морські промисли, ті, хто пережив корабельні аварії, і рятувальники, знані як «шкідники».
Троіл де Месгуез намагався колонізувати Новий Світ за допомогою каторжників у 1598 році. Коли засуджені збунтувалися, їх залишили на Сейбл-Айленд без дерев і каменів. Більшість поселенців загинули, але деяким вдалося вижити в глинобитних оселях протягом 5 років, перш ніж їх повернули до Франції в 1603 році.

### Аварії кораблів
Сейбл-Айленд відомий великою кількістю затонулих кораблів. Вважається, що близько 350 суден стали жертвами піщаних кіс острова. Густі тумани, підступні течії та розташування острова посеред великого трансатлантичного судноплавного шляху та багатих рибальських угідь пояснюють велику кількість затонулих кораблів. Першою зафіксованою аварією був англійський корабель Delight (1583) у 1583 році, у складі експедиції Гамфрі Гілберта на Ньюфаундленд. У 1700-х роках було щонайменше три випадки корабельних аварій. 1736 року відомий пресвітеріанський проповідник, ірландський походженням преп. Роберт Данлеп (1715—1776), зазнав аварії на острові на шляху до Америки. Десятиліттями пізніше сталося дві великі корабельні аварії: у листопаді 1760 року майор Роберт Елліот (1715 — після 1765) 43-го полку зазнав корабельної аварії на Сейбл-Айленд; він був врятований у січні 1761 року. На шляху до острова Принца Едуарда під командуванням майора Тімоті Гієрлігі, лейтенанта Ентоні Кеннеді та 25 осіб зазнали аварії на острові в листопаді 1778 року. Екіпаж застряг на острові на зиму. Двоє загинули, а решту врятували та перевезли до Галіфакса наступного квітня. Ймовірно, що будівництво маяків на кожному кінці острова в 1873 році сприяло зменшенню корабельних аварій.
Останньою великою корабельною аварією став пароплав Manhasset в 1947 році. Його екіпаж був врятований, останній значний порятунок рятувальної станції Сейбл. Після Ідеального шторму 1991 року аварійний радіомаяк (EPIRB) комерційного рибальського судна Андреа Гейл виявлено на березі Сейбл-Айленду 6 листопада 1991 року, через дев'ять днів після останньої передачі від екіпажу. Серед інших знайдених предметів були бочки з паливом, паливний бак, порожній рятувальний пліт та деякі інші уламки. Усі члени екіпажу загинули і не були знайдені. Подальших аварій не було до 1999 року, коли три члени екіпажу яхти Merrimac вижили після того, як їхній шлюп сів на мілину через навігаційну помилку. Небагато уламків навколо острова видно, оскільки вони зазвичай розчавлені та поховані піском.

### Рятувальна станція Нової Шотландії
Серія рятувальних станцій була заснована на Сейбл-Айленд губернатором Нової Шотландії Джоном Вентвортом у 1801 році. Рятувальна станція поклала початок безперервній присутності людей на острові, яка триває й сьогодні. Вентворт призначив Джеймса Морріса, новошотландського ветерана британського королівського флоту першим суперінтендантом острова. Морріс оселився на острові в жовтні 1801 року разом зі своєю родиною. До того часу, як Морріс помер на острові в 1809 році, він побудував гуманітарне поселення, яке включало центральну станцію, дві станції рятувальних човнів, кілька оглядових постів і притулки для тих, хто вижив. Рятувальне обладнання станції було оновлене в 1854 році за допомогою останнього покоління самоспакувальних рятувальних шлюпок і рятувальних машин завдяки зусиллям соціальної реформаторки Доротеї Дікс, яка відвідала острів минулого року.

### Після Конфедерації та створення метеостанції
Острів став власністю федерального уряду під час Канадської конфедерації в 1867 році, причому острів конкретно згадується в додатку до Закону про Британську Північну Америку. Пізніше федеральний уряд додав два маяки в 1872 році: Іст-Енд Лайт на Сейбл-Айленд (циліндрична скелетна вежа, побудована в 1980-х роках, замінивши попередні ітерації 1873, 1888, 1917 і 1951 років) на східній частині та Вест-Енд на Сейбл-Айленд (пірамідальна скелетна вежа, побудована в 1979 році) замість попередніх веж 1873, 1903 і 1935 років) на західному кінці. До появи сучасної морської навігації Сейбл-Айленд був домом для сімей рятувальників і доглядачів маяків. На початку 20 століття Компанія Марконі створила на острові бездротову станцію, а канадський уряд також створив метеостанцію. Кілька поколінь співробітників острова народилися та створили власні сім'ї на острові, хоча зменшення кількості корабельних аварій поступово зменшило розмір рятувальної спільноти. З 1920 року на острові Сейбл народилося лише двоє людей.
Удосконалення навігації призвело до різкого зменшення кількості корабельних аварій до середини 20 століття. Таким чином, рятувальна станція на Сейблі була скорочена і зрештою закрита в 1958 році. Канадська берегова охорона (КБО) вперше автоматизувала станцію в 1960-х роках і зрештою вивела з експлуатації станцію Вест-Енд в 2004 році, залишивши активним лише Східний маяк. Проте в цей період роль острова в науці зросла, спочатку в дослідженні погоди. Уряд Канади розширив збір метеорологічних даних, розпочатий рятувальною станцією, до повної метеорологічної станції, якою керує Навколишнє середовище Канади та Департамент рибного господарства та океанів. Станція проводила звичайні атмосферні та метеорологічні дослідження з постійно зайнятої станції на Сейбл-Айленді до 20 серпня 2019 року. Окрім вивчення погоди, дослідження на острові розширилися до ряду досліджень екології та дикої природи через його унікальне розташування в Атлантиці.
Сейбл-Айленд конкретно згадується в Законі про Британську Північну Америку 1867 року, частина 4, розділ 91, як особлива відповідальність федерального уряду («виключні законодавчі повноваження парламенту Канади поширюються на… 9. Маяки, буї, маяки та Сейбл-Айленд»). З цієї причини він вважається окремою радіоаматорською «суб'єктністю» (еквівалент країни для винагороди) і з відвідуванням операцій із використанням спеціального префікса позивного CY0. Оскільки це окрема радіостанція, Сейбл-Айленд є популярним місцем для Dxpedition.
Через турботу про збереження слабкої екології острова всім відвідувачам острова, включно з любителями човнів, потрібен окремий дозвіл від Парків Канади. Вертодром Сейбл-Айленд містить авіаційне паливо для екстрених випадків для пошуково-рятувальних гелікоптерів, які використовують острів для переміщення далі в море в Атлантику. Коли проєкт Офшорний енергетичний проєкт Sable був активним, острів був призначений пунктом екстреної евакуації для екіпажів на борту бурових установок поблизу. 2017 року Exxon Mobil розпочала закупорку та ліквідацію видобувних свердловин на родовищі Тебо (найближчі до Сейбл-Айленду Сейбл свердловини морського енергетичного проєкту); усі об'єкти були демонтовані до листопада 2020 р.

### Національний парк
17 жовтня 2011 уряд Нової Шотландії уклав угоду з федеральним урядом, щоб остаточно захистити острів як національний парк. Ця новина послідувала за оголошенням федерального уряду у травні 2010 року про підвищення рівня захисту, який отримує острів, передавши контроль від канадської берегової охорони до парків Канади, які управляють островом відповідно до Закону про національні парки Канади. Створення парку-заповідника означає, що острів і прилегла територія в межах 1 морської милі (1,852 км), не можна бурити на нафту чи природний газ.
Сейбл-Айленд став національним парком-заповідником 20 червня 2013 року зі схвалення зацікавлених сторін мікмаки. Повноцінний статус національного парку ще не досягнуто, очікуючи вирішення претензій на корінні землі. Парк є домівкою для сотень видів флори та фауни, включаючи породу унікальних коней Сейбл-Айленду. Парк також є місцем розмноження морського життя.
У липні 2016 року в Google Street View було додано похід через Сейбл-Айленд. Google співпрацював із парками Канади, щоб додати інтерактивні види Сейбл та п'яти інших національних парків Канади. Зображення були зібрані у вересні 2015 року працівником парків Канади, який носив наплічну версію автомобільної камери Street View навколо району в центрі острова, що є частиною програми Google Trekker, яка досліджує мальовничі місця поза дорогами. Маршрут пролягає пішохідним маршрутом, який працівники парків Канади використовують для супроводу туристів-любителів, які відвідують острів.

## Географія

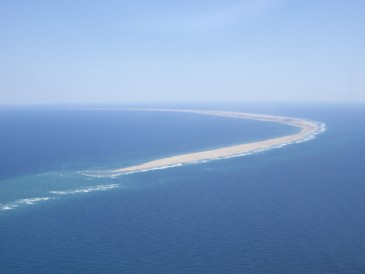
Сейбл-Айленд із північного заходу

Сейбл-Айленд — це вузька піщана коса у формі півмісяця, площа поверхні якої оцінюється приблизно в 34 км2 (13 миля2). Незважаючи на те, що приблизно 43,15 км (26,81 миля) завдовжки, це лише 1,21 км (0,75 миля) поперек у найширшому місці. Максимальна висота — близько 30 м (98 фут). Довгий острів у формі півмісяця плавно піднімається над мілководдям континентального шельфу приблизно 285 км (177 миля) на схід від Галіфакса, Нова Шотландія. Його розташування, а також часті тумани в цьому районі та раптові сильні шторми, наприклад урагани та північні сходи, призвели до понад 350 зареєстрованих корабельних аварій. Його часто називають кладовищем Атлантики, оскільки він розташований на великому круговому шляху від східного узбережжя Північної Америки до Європи. Найближча точка виходу на суходіл — 160 кілометрів (99 миля) на північний захід біля Кансо, Нова Шотландія.
Вважається, що Сейбл-Айленд утворився з кінцевої морени, що відклалася на континентальному шельфі ближче до кінця останнього льодовикового періоду. Він повільно рухається, оскільки хвилі розмивають західний берег, а новий пісок додається на східному березі, і постійно змінює форму через вплив сильних вітрів і бурхливих океанських штормів.
Острів має кілька ставків з прісною водою на південній боці між станцією та західним світлом; проте останніми роками їхня захисна лінія дюн була зруйнована до такої міри, що вони змінюються з року в рік. У минулі роки в центрі південного пляжу існувало солонувате озеро під назвою Озеро Воллес. Найбільше воно простягалося на багато миль; дійсно, під час Другої світової війни на ньому сідали літаки-амфібії. З роками озеро зменшувалося, наповнюючись піском, аж наприкінці 2011 року воно повністю заповнилося й зникло. Оскільки південний пляж піддається затопленню під час осінніх штормів, фотографії часто показують воду в районі навколо колишнього місця розташування озера Воллес; однак ця затоплена територія відносно неглибока (щонайбільше кілька футів) і не є залишком озера. Початкове озеро мало досить значну глибину, щоб навіть у часи, коли територія була затоплена, озеро можна було побачити на аерофотознімках як темнішу (глибшу) ділянку посеред затопленої території.
Острів є частиною регіонального муніципалітету Галіфаксу, федерального виборчого округу Галіфакс і провінційного виборчого округу Цитадель Галіфаксу, хоча територія самого Галіфаксу становить близько 300 км (190 миля) на материку Нова Шотландія.
Сейбл-Айленд має океанічний клімат (Кеппен Cfb) із використанням − 3 °C ізотерма, на клімат якого сильно впливає море. Таким чином, зимові температури в середньому близькі до нуля, тоді як протягом літніх місяців максимальні денні температури в середньому становлять близько 20 °C (68,0 °F). Середньорічна температура на Сейбл-Айленд становить лише 18,6 °C (33,5 °F) через вплив моря порівняно з 24,3 °C (43,7 °F) у Галіфаксі та 38,9 °C (70,0 °F) у Вінніпезі. Як правило, лютий — найхолодніший місяць, а серпень — найтепліший.
Сейбл-Айленд становить в середньому 1 372 міліметри (54,0 дюйм) опадів на рік, які досить рівномірно розподіляються протягом року, хоча жовтень-січень є найвологішими місяцями через часті та інтенсивні осінні та зимові шторми. Перебуваючи на шляху великих фронтальних штормів і тропічних циклонів цілий рік, більшість опадів надходить від цих штормів. Грози бувають рідко, лише 11 днів із грозами на рік. У цьому районі часто бувають сильні тумани через контрастні ефекти холодної Лабрадорської течії та теплого Гольфстриму: у середньому 127 днів у році мають принаймні 1 годину туману. Це робить Сейбл-Айленд найтуманнішим місцем у Примор'ї. Найтуманніший сезон — це літні місяці, коли в липні в середньому 22 дні з туманом.
Узимку Сейбл-Айленд має найтепліші температури в Канаді, окрім тихоокеанського узбережжя, і іноді може мати найтепліші температури в країні через вплив Гольфстріму. Однак літо одне з найхолодніших на півдні Канади. Це також найбільш схильна до ураганів частина Канади, також через Гольфстрім, і це єдине місце, де ймовірні ураганні вітри категорії 3 у всій Канаді. Найвища зареєстрована температура була 27,8 °C (82,0 °F) 27 серпня 1951 року, тоді як найнижча зареєстрована температура становила −19,4 °C (−2,9 °F) 31 січня 1920 р.
| Клімат Сейбла           | Клімат Сейбла | Клімат Сейбла | Клімат Сейбла | Клімат Сейбла | Клімат Сейбла | Клімат Сейбла | Клімат Сейбла | Клімат Сейбла | Клімат Сейбла | Клімат Сейбла | Клімат Сейбла | Клімат Сейбла | Клімат Сейбла |
| Показник                | Січ.          | Лют.          | Бер.          | Квіт.         | Трав.         | Черв.         | Лип.          | Серп.         | Вер.          | Жовт.         | Лист.         | Груд.         | Рік           |
| Абсолютний максимум, °C | 14,5          | 12,8          | 13,7          | 13,9          | 17,8          | 21,7          | 26,7          | 27,8          | 27            | 22,8          | 18,9          | 15,6          | 27,8          |
| Середній максимум, °C   | 3             | 1,8           | 3,3           | 6,5           | 10,2          | 14,2          | 18,5          | 20,7          | 18,6          | 14,3          | 9,9           | 5,5           | 10,6          |
| Середня температура, °C | −0,1          | −1,2          | 0,7           | 4             | 7,5           | 11,4          | 15,8          | 17,9          | 15,8          | 11,7          | 7,3           | 2,5           | 7,8           |
| Середній мінімум, °C    | −3,1          | −4,2          | −2            | 1,5           | 4,8           | 8,6           | 13            | 15,1          | 13            | 9,1           | 4,6           | −0,5          | 5             |
| Абсолютний мінімум, °C  | −19,4         | −18,3         | −13,6         | −8,9          | −8,3          | 0,6           | 3             | 4,4           | 0,6           | −1,2          | −7,8          | −16,7         | −19,4         |
| Норма опадів, мм        | 144.7         | 112.5         | 130.4         | 114.8         | 101.3         | 115.9         | 100.8         | 121.6         | 129.5         | 144.9         | 150.7         | 144.5         | 1511.6        |
| Днів з опадами          | 20,6          | 17            | 17            | 15,4          | 14,2          | 13,4          | 12,8          | 11,6          | 12,6          | 15,5          | 18,6          | 19,8          | 188,5         |
| Днів з дощем            | 12,1          | 9,9           | 12,5          | 15,1          | 15,3          | 13,8          | 13,3          | 12,4          | 13            | 16,2          | 18,7          | 15,6          | 167,8         |
| Днів зі снігом          | 11,7          | 10,4          | 7,1           | 2,4           | 0,2           | 0             | 0             | 0             | 0             | 0             | 2,3           | 8,7           | 42,9          |
| ----------------------- | ------------- | ------------- | ------------- | ------------- | ------------- | ------------- | ------------- | ------------- | ------------- | ------------- | ------------- | ------------- | ------------- |
| Джерело: Weatherbase    |               |               |               |               |               |               |               |               |               |               |               |               |               |

Відповідно до PlantMaps, Сейбл-Айленд розташований у зоні стійкості 8a (10—15 °F or −12—−9 °C) для стійкості рослин.

### Зміна клімату
Будучи великою низинною піщаною косою, Сейбл-Айленд вразливий до підвищення рівня моря. Це ще більше посилюється постійним збільшенням частоти та інтенсивності штормів, викликаних зміною клімату, що ще більше руйнує острів. Ці фактори вказують на зникнення Сейбл-Айленду до кінця століття.

## Рослинність і тваринний світ

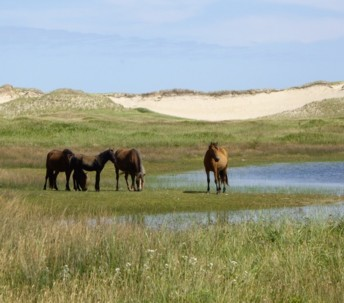
Кінь Сейбл-Айленду

Сейбл-Айленд отримав свою назву від французького слова «пісок». На ньому немає природних дерев, натомість воно вкрите травою та іншою низькорослою рослинністю. 1901 року федеральний уряд посадив понад 80 000 дерев, намагаючись стабілізувати ґрунт; всі померли. Наступні посадки призвели до того, що збереглася одна сосна звичайна. Хоча її посадили в 1960-х роках, її висота всього кілька футів. Її щорічно прикрашають як новорічну ялинку в грудні за традицією персоналу станції.
Відповідно до звіту за 2016 рік, на острові проживає понад 550 коней, які вільно пересуваються, захищені законом від людського втручання. Під час дослідження 2017—2018 років оціночна популяція становила 500 коней, порівняно з приблизно 300, зареєстрованими в 1970-х роках. Через сувору весну 2017 року смертність становила близько 10 %, але за норму — близько 1 % на рік, переважно через голодування та переохолодження.
Ця популяція диких коней, ймовірно, походить від коней, конфіскованих в акадійців під час Великого вигнання та залишених на острові Томасом Генкоком, бостонським купцем і дядьком Джона Генкока. На початку 1800-х років багато коней використовувалися чоловіками, які патрулювали острів, шукаючи кораблі, що зазнали аварії, і тварини також перевозили рятувальні човни та обладнання до місць корабельних аварій.
У 1879 році, за оцінками, на острові проживало 500 коней і великої рогатої худоби, а рослинність острова була описана як вкрита травою та диким горохом. У минулому зайвих коней збирали, вивозили з острова та продавали, багато з них використовували у вугільних шахтах острова Кейп-Бретон, Нова Шотландія. 1960 року уряд Канади, відповідно до Закону про судноплавство Канади, повністю захистив популяцію коней від втручання людини. Це було частково мотивовано планом 1950-х років, зрештою перерваним через тиск громадськості, вивезти коней з острова після того, як деякі біологи повідомили, що вони завдавали шкоди екології землі. Тим не менш, деякі продовжували розглядати коней як інвазивний вид, який не підходить для охоронюваного регіону, де екологічна цілісність повинна бути збережена відповідно до Закону про національні парки.

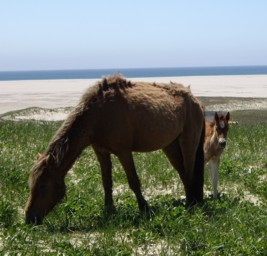
Кінь і лоша на Сейбл-Айленді

На берегах острова розмножуються морські та сірі тюлені. Підрахунок тюленів із 1960-х років для популяції сірих тюленів оцінював 200—300 цуценят, які народилися в той час на острові, але опитування, проведені ще в 2003—2004 роках, оцінили кількість цуценят, народжених у той сезон, у 50 000. На тюленів іноді полюють різні види акул, які мешкають у водах поблизу. Незвичайні рани від укусів штопором на мертвих тюленях свідчать про те, що гренландська акула, ймовірно, відповідальна за більшість нападів тут.
Кілька великих пташиних колоній є постійними, включаючи полярну крячку та іпсвічського горобця, підвид саванного горобця, який розмножується лише на острові. Багато інших видів є постійними, мігруючими або тимчасовими, винесеними в море під час штормів і повернутими на суходіл за межі свого природного ареалу.
Раніше вважалося, що прісноводна губка Heteromeyenia macouni трапляється лише в ставках на острові. Однак тепер вона вважається тим самим видом, що й Racekiela ryderii, яка трапляється в інших місцях.
Кроликів, корів та кіз також випустили на острів, але без успіху, в один момент.
У якийсь момент на острові була популяція моржів, поки мисливці не довели популяцію до вимирання.

## Станція Сейбл-Айленд

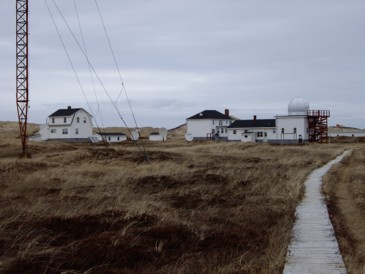
Станція Сейбл-Айленд

Станція Сейбл-Айленд, якою керує та укомплектовується Канадські парки, є єдиним постійним об'єктом на острові. Ведення кліматологічних записів на Сейбл-Айленд почалося в 1871 році із заснуванням Метеорологічної служби Канади та тривало з 1891 року до 20 серпня 2019 року.
Протягом багатьох років Сейбл-Айленд був предметом значних наукових досліджень. Метеорологічна служба Канади використовувала широкий спектр ручних і автоматизованих приладів, у тому числі Автоматизовану систему спостережень за погодою, аерологічну програму, яка вимірювала умови у верхніх шарах атмосфери за допомогою радіозонду, який піднімався наповненою воднем метеорологічної кулею на висоту понад 40 км (25 миля) та програму збору даних про фоновий рівень вуглекислого газу, яка почалася там у 1974 році. Були проведені дослідження для моніторингу перенесення забруднювальних аерозолів на великі відстані. Також досліджували хімічний склад туману, досліджуючи транспорт і склад атмосферних токсинів, які він переносить. Тропосферний озон був виміряний і проаналізований дослідниками в Канаді та Сполучених Штатах разом із 20 іншими північноамериканськими об'єктами. Програма аерології завершилася 20 серпня 2019 року.

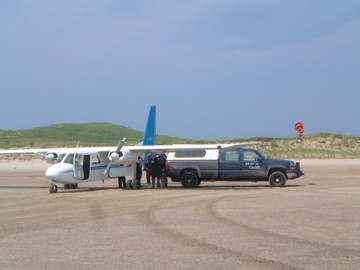
Britten-Norman BN-2 Islander вивантажують на пляж Сейбл-Айленд

Установлення магнітної обсерваторії BGS на Сейбл-Айленд фінансувалося як спільне підприємство Британської геологічної служби, Sperry-Sun Drilling Services і Sable Offshore Energy. Дані, які він збирає, допомагають науковим дослідженням швидкості зміни магнітного поля Землі та підвищують точність глобальної геомагнітної моделі BGS. Дані геомагнітної обсерваторії використовуються морською енергетичною промисловістю для точного позиціонування, наприклад скерованого буріння.
Припаси доставляються на станцію Сейбл-Айленду приблизно двічі на місяць компанією Sable Aviation за допомогою Britten-Norman Islander. Хоча на острові є вертодром (CST5), немає постійної злітно-посадкової смуги для літаків із нерухомим крилом, які приземляються на південному пляжі в районі, позначеному як аеродром Сейбл-Айленду (CSB2). Для посадки потрібен попередній дозвіл, оскільки територія часто непридатна для використання через зміну піщаних умов.

## У масовій культурі
Унікальний ландшафт, історія корабельних аварій і дика природа, особливо коні, зробили Сейбл-Айленд культовим місцем в Атлантичній Канаді та привернули значну кількість прихильників з усього світу.

### У нон-фікшн
Ті, хто пережив корабельну аварію, опублікували перші розповіді про виживання на Сейбл-Айленд, починаючи із затоплення Delight у 1583 році. Перша офіційна історія острова, Сейбл-Айленд: його історія та явища, була написана в 1894 році Джорджем Паттерсоном. Відтоді було опубліковано багато інших історій острова та його корабельних аварій, як-от дві книги Лайала Кемпбелла — «Сейбл-Айленд, фатальний і родючий півмісяць» у 1974 році та «Корабельні аварії Сейбл-Айленду: Катастрофа та виживання на північноатлантичному кладовищі» у 1994 році та нещодавно, Дрейф у дюнах: дивне походження та цікава історія Сейбл-Айленду, написана у 2004 році Марком де Вільєрсом. У своїй книзі «Ідеальний шторм» 1997 року Себастьян Юнгер коротко описує географію та історію острова. Джошуа Слокам описує Сейбл-Айленд у книзі «Навколосвітня подорож вітрильником наодинці» під час його одиночної навколосвітньої подорожі 1895 року.

### У художній літературі
Острів також надихнув твори художньої літератури, починаючи з 1802 року, коли автор із Нової Шотландії Томас Чендлер Галібертон опублікував «Привид Сейбл-Айленду», історію про примарну жінку, на яку надихнула втрата брига «Френсіс» у 1798 році. Його історія допомогла підтримати підтримку створення рятувальної станції на острові. У 1897 році канадський письменник Джеймс Макдональд Окслі написав молодіжний роман «Руйнівники Сейбл-Айленду». У романі Френка Паркера Дея 1928 року Скований містить яскраве зображення затоплення шхуни Sylvia Mosher під час серпневих штормів 1926 року на Сейбл-Айленді. Одним із найвідоміших тимчасових мешканців острова був письменник з Нової Шотландії Томас Х. Раддалл, чий ранній досвід роботи на радіостанції послужив натхненням для його роману «Німфа та лампа» 1950 року. У своєму романі «Трон тамплієрів», опублікованому в червні 2010 року, автор Пол Крістофер згадує острів як остаточне місце розташування Істинного ковчега християнського Старого Завіту.

### У фотографії
Дюни та коні Сейбл-Айленду приваблюють багатьох фотографів. Серед перших був Артур Вільямс МакКерді, який сфотографував острів, його коней і корабельні аварії в 1898 році для National Geographic під час візиту з Александром Гремом Беллом. Наступний візит National Geographic влітку 1964 року приніс статтю під назвою Сейбл-Айленд; Кладовище Атлантики. Нещодавно Роберто Дутеско, фешн-фотограф, почав фотографувати коней Сейбл у 1994 році та показує цю роботу на постійній фотовиставці під назвою «Дикі коні Сейбл-Айленд» у своїй галереї в Нью-Йорку. Фотографії коней із Сейбл-Айленду, зроблені новошотландським фотографом Полом Іллслі, надихнули канадську марку та монету у 2005 році.

### У музиці
У 1970 році Стомпін Том Коннорс опублікував свою пісню «Сейбл-Айленд» у 1970-х Stompin' Tom Meets Big Joe Mufferaw. Канадська фолк-співачка Кетрін Маккіннон записала пісню в обробці Дона Гілліса під назвою «Сейбл-Айленд» для Канадської радіомовної корпорації в 1975 році. Перший рядок пісні Buck 65 «Кров молодого вовка» — «Десять тисяч коней, Сейбл-Айленд, нескінченне літо».

### У документальних фільмах
Про острів було знято багато документальних фільмів Канадської телерадіомовної корпорації та Національної кіноради Канади, починаючи з фільму NFB 1956 року «Сейбл-Айленд» Аллана Воргона, документального фільму NFB 2003 року «Рухливі піски» Філіпа Бейлока тощо. недавно, епізод Земля і море. У 2002 році вийшов документальний фільм Спіймати вбивцю: Таємниця Сейбл-Айленду, який досліджував можливість того, що гренландські акули були винні в розривах штопора на мертвих тюленях, знайдених на острові. Останнім твором про Сейбл-Айленд є знятий у Канаді фільм 2015 року «С(т)ейбл-Айленд: Краса вільних», створений Рей-Енн Лаплант. У фільмі детально досліджується популяція диких коней, які вже понад 250 років називають Сейбл-Айленд своїм домом. Кілька міжнародних документальних фільмів також досліджували острів, у тому числі фільм 2007 року Île de sable зроблено Жаном-Франсуа Дюкроком і Малеком Сахрауї для France 3, французького громадського телебачення. У 2007 році Метт Трекартін з Галіфакса зняв документальний фільм Погоня за дикими кіньми про фотографа Роберто Дутеско та його фотографії коней Сейбл-Айленду. Останньою спробою є канадський документальний фільм Жаклін Міллс Географії самотності вийшов 2022 року. У 103-хвилинному фільмі зображена Зої Лукас, еколог і натураліст, яка живе на острові та вивчає дикого коня острова Сейбл.

### В інших фільмах
У фільмі 1937 року «Зухвалі капітани» рибальський човен проходить повз Сейбл-Айленд на шляху до Великої Ньюфаундлендської банки. Персонаж Спенсера Трейсі Мануель пізніше каже, що його батько помер біля мису Сейбл. Сейбл-Айленд коротко згадується в художньому фільмі 2000 року «Ідеальний шторм», де зображено затоплення рибальського судна «Андреа Гейл» біля Сейбла, хоча острів помилково зображено з деревами та гігантським кам'яним маяком. Сейбл-Айленд є місцем дії фільму 2002 року Touching Wild Horses з Джейн Сеймур у головній ролі; однак було зроблено небагато спроб імітувати природний ландшафт Сейбла, з деревами та скелями, які рясніли на тлі майже кожної сцени. Натомість провінційний парк Сендбенкс в Онтаріо замінив острів у фільмі.

### В експонатах
У Морському музеї Атлантики в Галіфаксі представлена постійна виставка про Сейбл-Айленд, яка включає два рятувальні човни з Сейбл-Айленд і численні дошки з назвами та фігурні фігури затонулих кораблів на Сейбл-Айленді. Ще одна постійна експозиція про Сейбл-Айленд, яка розповідає про його екологію та роботу дослідників на острові, міститься в Музеї природної історії Нової Шотландії. Коні були представлені на виставці 1994 року в Музеї коней Японії в Йокогамі.

### На радіо
11 вересня 2014 року Дон Конноллі з Інформаційного ранку CBC Radio передав частину щоденної програми про поточні події з Сейбл-Айленду. Це була перша в історії громадська радіопередача в прямому ефірі з острова.
У радіолюбителів Сейбл-Айленд вважається окремою країною з унікальним префіксом позивного CY0. Оскільки ентузіасти збирають контакти з різних країн, а на Сейбл-Айленді небагато мешканців, контакт звідти буде вважатися «рідкісним DX». У результаті було організовано низку приватних експедицій (відомих як DXpeditions) для керування тимчасовими радіостанціями на Сейбл-Айленді. Останньою DX-експедицією є CY0S, яка відбулася в березні 2023 року Були також DX-експедиції в жовтні 2012 (CY0), березні 2011 (CY0), липні 2008 (CY0X), листопаді 2002 (CY0MM), жовтні 1995 (CY0TP), і жовтень 1975 (VX9A).